# Culinária de Marrocos
A Culinária marroquina é extremamente refinada graças as interações e trocas do Marrocos com outras culturas e nações ao longo dos séculos. A culinária marroquina tem sido objeto de influências berberes e árabes. Os cozinheiros na cozinha real, refinaram-se ao longo dos séculos e criaram a base para o que é conhecida hoje como culinária marroquina.

## Ingredientes
O Marrocos produz uma grande variedade de frutas e legumes mediterrâneos e até mesmo alguns mais tropicais. As carnes mais comuns incluem carne bovina, de carneiro e de cordeiro, frango, camelo, coelho e frutos do mar, que servem como base para sua culinária. Aromas característicos são o picles de limão, o azeite não refinado prensado a frio e frutas secas. Ela também é conhecido por ser a culinária do Oriente Médio mais fortemente temperada.

## Estrutura das refeições

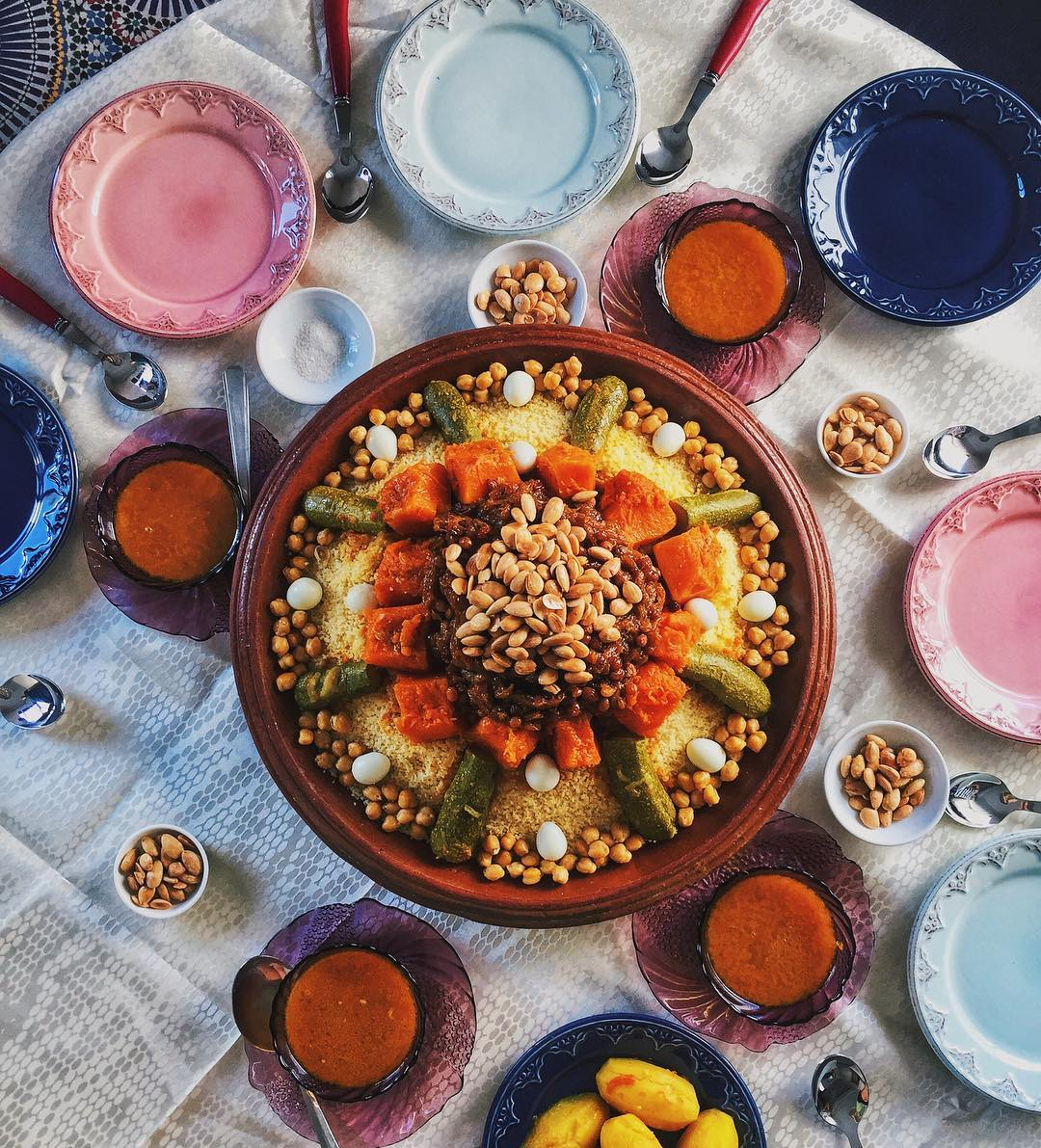
Cuscus Marroquino

O almoço é a refeição principal, exceto durante o Ramadã.
Uma refeição típica inicia-se com uma série de saladas quentes e frias, seguida por um tajine. Marroquinos a maior parte das vezes comem com a mão direita e usam o pão como um utensílio. Muitas vezes, para uma refeição formal, segue-se um prato de cordeiro ou de frango, normalmente acompanhado de cuscuz coberto com carne e legumes. Um copo de chá com hortelã muito doce geralmente termina a refeição.
O consumo de carne de porco e álcool são considerados haraam, e são proibidas por restrições alimentares muçulmanas.

## Galeria

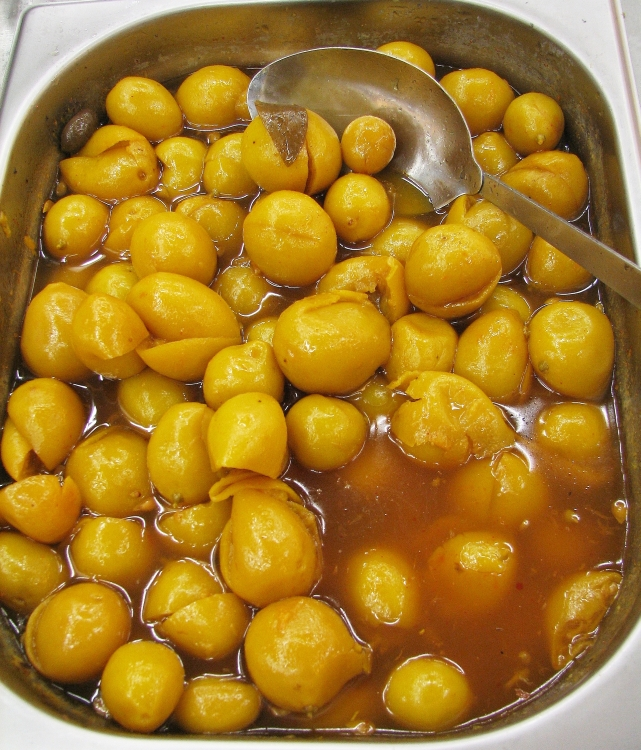
Limões em conserva, uma iguaria marroquina
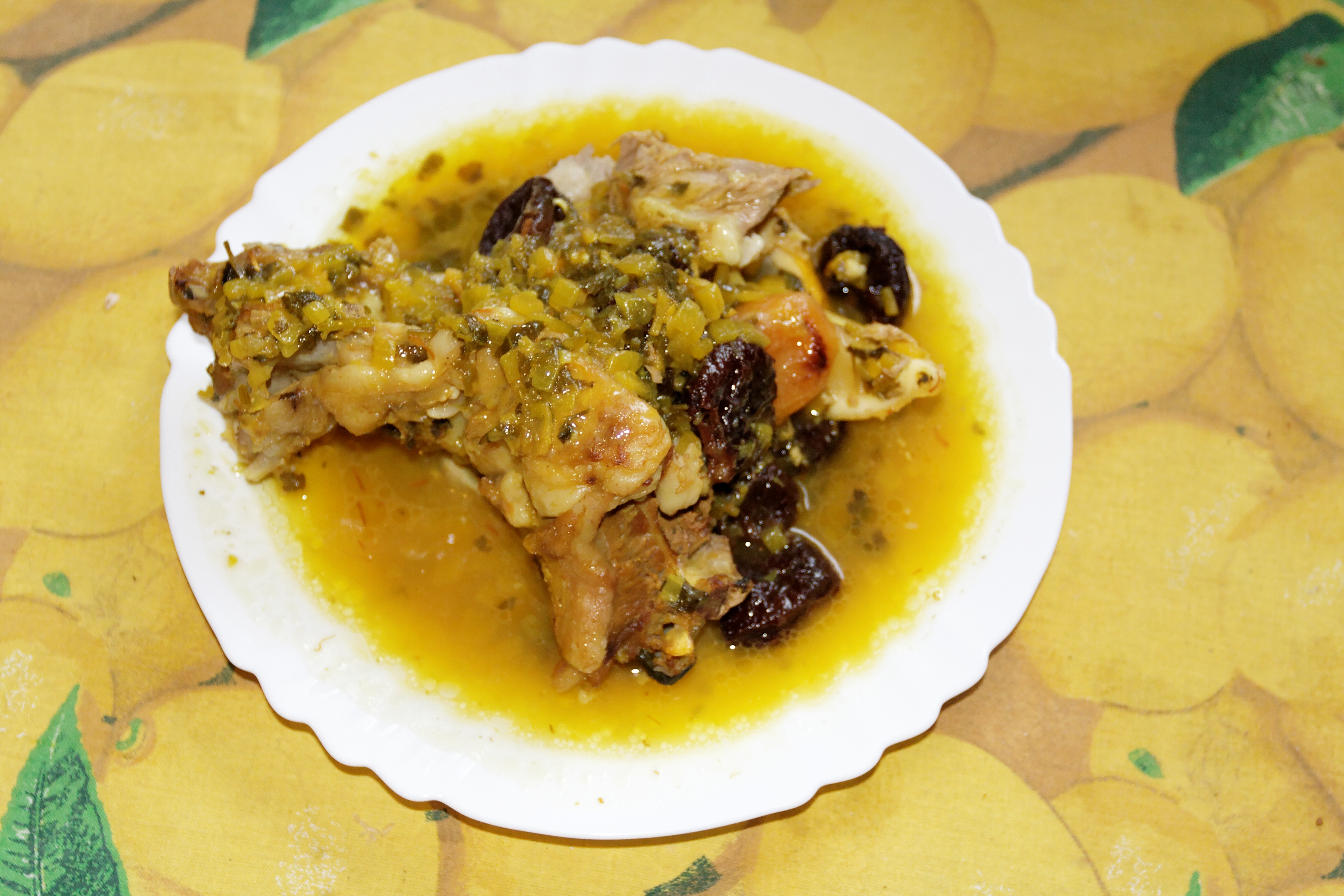
Cordeiro marroquino com ameixas e damascos
Localização do Maroccos